# Associação dos Arqueólogos Portugueses
A Associação dos Arqueólogos Portugueses (AAP) ComSE é a associação representativa dos arqueólogos portugueses. Fundada em 1863, é a mais antiga associação de defesa do Património em Portugal. Tem sede em Lisboa, no Museu Arqueológico do Carmo, estabelecido, por sua iniciativa, em 1864.

### História

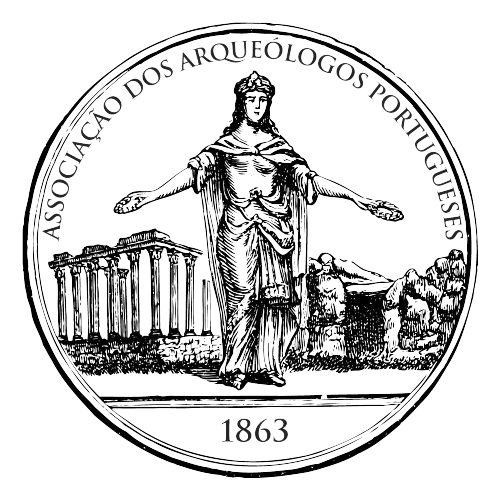
Selo da Associação dos Arqueólogos Portugueses

Sob o nome de Associação dos Architectos Civis Portugueses (AACP), foi fundada, a 22 de Novembro de 1863, por um grupo de arquitectos da Academia Real das Belas‑Artes de Lisboa e da Repartição ministerial de Obras Públicas. Eram eles Joaquim Possidónio Narciso da Silva (que a presidiu até à sua morte em 1896), João Pires da Fonte, José da Costa Sequeira, Feliciano de Sousa Correia, Manuel José de Oliveira da Cruz, Paulo José Ferreira da Costa, Veríssimo José da Costa e Valentim José Correia.
Inicialmente voltada somente à Arquitectura, cedo se começou a dedicar também à Arqueologia, passando, em 1875, a denominar-se Real Associação dos Architectos Civis e Archeólogos Portugueses (RAACAP). A partir de 1902, com a criação da Sociedade dos Arquitectos Portugueses, passa a dedicar-se exclusivamente à Arqueologia e à História adoptando, em 1911, a actual designação.
Em 1864, logo após a sua fundação, estabelece o Museu Arqueológico do Carmo, o primeiro museu de Arqueologia e Arte do país, instalado nas ruínas da antiga Igreja do Carmo, em Lisboa. Desde então, o museu está sob a tutela da AAP.
A 5 de Outubro de 1932 foi feita Comendadeira da Ordem Militar de Sant'Iago da Espada.

## Membros ilustres
- Alexandre Herculano, escritor, historiador, jornalista e poeta;
- António Mendes Correia, médico e antropólogo;
- Carlos Ribeiro, geólogo e arqueólogo;
- Eduardo da Cunha Serrão, arqueólogo e economista;
- Eduardo Galhardo, militar, governador da Índia e de Macau;
- Estácio da Veiga, arqueólogo e escritor;
- D. Fernando de Almeida, médico, historiador e arqueólogo;
- Francisco Martins Sarmento, arqueólogo e escritor;
- Gabriel Pereira, arqueólogo e diretor da Biblioteca Nacional;
- Januário Correia de Almeida, conde de São Januário, par do reino, governador da Índia, Macau e Timor;
- Joaquim Possidónio Narciso da Silva, arquitecto, arqueólogo e fotógrafo;
- José da Costa Sequeira, arquitecto e professor de desenho de arquitectura na Academia de Belas Artes de Lisboa;
- Júlio de Castilho, 2º visconde de Castilho, olisipógrafo, jornalista, poeta, escritor e político;
- Leite de Vasconcelos, arqueólogo, linguista, filólogo e etnógrafo;
- Teixeira de Aragão, militar, numismata e arqueólogo.

## Iniciativas e publicações
- Jornadas Aqueológicas;
- Festa da Arqueologia;
- Prémio Eduardo da Cunha Serrão;[4]
- Exposições, visitas temáticas, workshops e actividades de serviço educativo;
- Revista Arqueologia e História;
- Monografias;
- Boletim Bibliográfico da Biblioteca da AAP;